# Narodowe Muzeum Archeologiczne w Sofii
Narodowe Muzeum Archeologiczne w Sofii właśc. Narodowy Instytut Archeologiczny z Muzeum przy Bułgarskiej Akademii Nauk (bułg. Национален археологически институт с музей при БАН) – instytut naukowy Wydziału Nauk Humanistycznych Bułgarskiej Akademii Nauk (bułg. Българска академия на науките, w skrócie БАН) z muzeum archeologicznym w Sofii.
Muzeum, z siedzibą w dawnym, największym meczecie Sofii, zostało założone w 1892 roku jako Muzeum Narodowe, a w 1905 roku otwarto je dla zwiedzających. W 1909 roku Muzeum Narodowe przemianowano na Narodowe Muzeum Archeologiczne, które stało się głównym ośrodkiem badań archeologicznych w Bułgarii. W 1949 roku utworzono Narodowy Instytut Archeologiczny z Muzeum.
Zbiory muzeum obejmują przedmioty z okresu prehistorii, starożytności i średniowiecza.

## Historia
Początki kolekcji muzealnej sięgają 1869 roku, kiedy w statusie Bułgarskiego Towarzystwa Literackiego zapisano utworzenie Gabinetu Starożytności. Po wyzwoleniu spod panowania osmańskiego, po wojnie rosyjsko-tureckiej (1877–1878) w czasach Tymczasowego Rządu Rosyjskiego, założono Bibliotekę Narodową, która zapoczątkowała zbiory archeologiczne. Wkrótce utworzono departament muzealny, do którego nauczyciele z całego kraju przesyłali znaleziska o wartości historycznej. W 1892 roku departament wydzielono i powołano do życia samodzielne Muzeum Narodowe, którego utworzenie zostało uprawomocnione edyktem księcia Ferdynanda.
Zbiory przyrodnicze przekazano uniwersytetowi, a trzy kolekcje – starożytności, numizmatyczna i etnograficzna – zapoczątkowały zbiory Muzeum Narodowego. Pierwszym dyrektorem placówki został czeski archeolog Václav Dobruský (1858–1916). W 1888 i 1890 roku ustanowiono prawa regulujące prace archeologiczne na terenie Bułgarii oraz wywóz i zbiory artefaktów. Przyczyniło się to powiększenia zbiorów Muzeum Narodowego, które miało wiodącą rolę w pracach wykopaliskowych i ocenie znalezisk. Na początku XX w. Dobruský prowadził prace wykopaliskowe na terenie dwóch rzymskich miast – Nicopolis ad Istrum i Oescus oraz na terenie sanktuarium trackiego w regionie Lukowitu. Jednym z głównych zadań muzeum było sporządzenie mapy wszystkich stanowiska archeologicznych w Bułgarii.
Muzeum zostało uroczyście otwarte dla zwiedzających 18 maja 1905 roku w obecności księcia Ferdynanda, ministrów oraz osobistości życia kulturalnego Bułgarii. W pierwszych latach działalności, instytucja ta skupiła się na współpracy z organami administracji lokalnej, wojskowej oraz szkolnej w celu zbierania i skupowania eksponatów z terenów całej Bułgarii. W 1906 roku kolekcja etnograficzna była już tak duża, że utworzono samodzielne Muzeum Etnograficzne. W 1909 roku Muzeum Narodowe przemianowano na Narodowe Muzeum Archeologiczne z czterema sekcjami: starożytności, średniowiecza, numizmatyki i sztuki. Muzeum zaczęło prowadzić prace konserwatorskie oraz prace badawcze. W 1911 roku utworzono przy muzeum Urząd Konserwacji i Ochrony Obiektów Starożytnych, którym kierował dyrektor muzeum.
Drugi dyrektor muzeum, bułgarski archeolog Bogdan Fiłow (1883–1945) przekształcił placówkę w centrum badań archeologicznych i nawiązał współpracę z podobnymi ośrodkami zagranicą. Muzeum ściśle współpracowało z powstałym w 1901 roku Bułgarskim Towarzystwem Archeologicznym. W 1910 i 1911 roku Fiłow prowadził prace wykopaliskowe wokół wczesnochrześcijańskiej bazyliki Sw. Zofii w Sofii. W 1912 roku Fiłow odkrył bogato dekorowane mauzoleum rzymskie w południowej Bułgarii. Osiem lat później, z rekomendacji Towarzystwa, utworzono samodzielny Bułgarski Instytut Archeologiczny, którego pierwszym dyrektorem został Bogdan Fiłow.
W 1921 roku dyrektorem muzeum został Andrej Proticz (1875–1959), który sprawował tę funkcję do 1928 roku. Za jego czasów, muzeum zaczęło organizować we współpracy z Bułgarskim Towarzystwem Archeologicznym specjalistyczne kursy z archeologii i muzeologii.
W 1928 roku kolejnym dyrektorem muzeum został bułgarski filolog i archeolog Gawrił Kazarow (1874–1958), który zapoczątkował organizowanie tematycznych wystaw czasowych. Kazarow prowadził wykopaliska na stanowiskach typu tell w regionie Starej Zagory.
W latach 1929–1938 muzeum kierował bułgarski historyk i archeolog Rafaił Popow (1876–1940), który rozwinął studia nad prehistorią Bułgarii. Przez wiele lat Popow brał udział w pracach wykopaliskowych w Madarze i spopularyzował tamtejsze znaleziska.
W latach 1938–1944 dyrektorem muzeum był bułgarski archeolog Iwan Wełkow (1881–1958), który zapoczątkował szeroko zakrojone prace konserwatorskie.
Podczas II wojny światowej większa część dokumentacji muzeum przepadła w pożarze, a pod koniec 1944 roku ustały prace badawcze i publikacje naukowe. W tym samym roku kolejnym dyrektorem placówki został Nikoła Mawrodinow (1904–1958), za czasów którego (w 1949 roku) powstała nowa instytucja – Narodowy Instytut Archeologiczny z Muzeum, który stał się częścią Bułgarskiej Akademii Nauk (bułg. Българска академия на науките, w skrócie БАН).
W 1948 roku wyodrębniono zbiory sztuki i przekazano do nowo-utworzonej Galerii Sztuki.

## Gmach muzeum
Siedziba muzeum znajduje się w gmachu dawnego meczetu – największego i najstarszego meczetu z okresu Imperium Osmańskiego w Sofii – meczetu Wielkiego Mahmuda Paszy (1420–1474), wezyra sułtana Mehmeda II Zdobywcy (1432–1481). Budowa obiektu rozpoczęła się z inicjatywy wielkiego wezyra w 1451 roku, a zakończyła w 1495 roku, dwadzieścia lat po jego śmierci. Wokół meczetu wzniesiono szereg innych budynków w duchu tradycji osmańskiej.
Meczet powstał na planie kwadratu o boku 36,6 m orientowanego na cztery strony świata. Cztery filary z pilastrami dzielą tę powierzchnię na dziewięć równych kwadratów, przy czym każdy zwieńczony jest kopułą. Wszystkie kopuły mają taką samą średnicę, ale kopuły środkowe są wyższe.
Ściany meczetu wzniesiono z niewielkich bloków z ciosanego kamienia otoczonych cegłami. Początkowo meczet miał prawdopodobnie arkadowy przedsionek z pięcioma kopułami w fasadzie północnej, który został zniszczony podczas trzęsień ziemi w 1818 i 1858 roku, a następnie zastąpiony portalem. Z prawej strony meczetu stał minaret, który również się nie zachował. Początkowo kopuła środkowa nie miała okien – zostały one najprawdopodobniej dodane podczas rekonstrukcji w 1938 roku.
Podczas wojny rosyjsko-tureckiej (1877–1878) opuszczony meczet służył jako szpital.
W 1879 roku na mocy decyzji Ministerstwa Edukacji Narodowej gmach meczetu został przyznany muzeum archeologicznemu, którego wystawa miała dzielić przestrzeń z Biblioteką Narodową. Zniszczony budynek został poddany wstępnej renowacji. Biblioteka została otwarta w marcu 1880 roku i funkcjonowała w gmachu meczetu do 1885 roku – wilgoć w budynku źle wpływała na zbiory biblioteczne. Do 1887 roku w kompleksie meczetu znajdowała się również drukarnia państwowa.
Muzeum powstało w 1892 roku, jednak wilgoć i brak naturalnego światła zagrażały jego zbiorom. W 1892 i 1894 roku przeznaczono znaczne kwoty z budżetu państwa na remont placówki. Wzniesiono trzy nowe skrzydła i w latach 1900–1905 wszystkie zbiory muzeum zostały przeniesione do wyremontowanego gmachu. Uporządkowano również teren wokół meczetu – książę Ferdynand ufundował ogrodzenie, posadzono drzewa a na dziedzińcu wystawiono kolekcję rzeźb i inskrypcji. Wzniesiono kolejne budynki i zaadaptowano piętro na potrzeby wystawy numizmatycznej, pomimo tego kompleks z jego ograniczoną powierzchnią nie zaspokajał potrzeb muzeum. Rozpatrywano budowę nowej siedziby, jednak po przeniesieniu Narodowego Banku w latach 30. XX w. do nowego gmachu, muzeum otrzymało dwa nowe budynki. W latach 1938–1940 ukończono renowację meczetu, m.in. ołowianymi blachami zabezpieczono kopuły przed przenikaniem wody deszczowej.
Gmach muzeum został znacznie zniszczony podczas nalotów bombowych 30 marca 1944 roku podczas II wojny światowej. Budynek odbudowano pod koniec 1946 roku, a muzeum otwarto ponownie dla zwiedzających dwa lata później. Kolejną większą renowację przeprowadzono w latach 1993–1994 z funduszy rządu włoskiego. W latach 2003–2005 nastąpiły kolejne prace remontowe.
Na terenie meczetu dwukrotnie prowadzono prace badawcze w 1939 i 1998 roku. W 1939 roku odkryto pod południową kopułą meczetu ściany narożne, wzniesione z otoczaków rzecznych z pasami z pięciu warstw cegieł. Znaleziono wówczas posąg Artemidy. W 1998 roku na obszarze ogrodu przed meczetem i budynku administracji muzeum odkryto wiele warstw – najstarsza zawierała pozostałości po prehistorycznej osadzie datowanej na wczesną epokę żelaza (VIII–VII w. p.n.e.).

## Zbiory
Wystawa stała muzeum obejmuje przedmioty z okresu prehistorii, starożytności i średniowiecza. W skarbcu muzeum prezentowane są szczególnie cenne eksponaty, m.in. przedmioty wykonane ze złota i srebra pochodzące ze znalezionego w 1924 roku „skarbu” w Wyłczytrynie (bułg. Вълчитрън) datowanego na 1300 r. p.n.e. oraz ze znalezionego w 1953 roku „skarbu” koło Łukowitu (bułg. Луковит) datowanego na IV w. p.n.e..